# 제5회 세자르상
제5회 세자르상의 시상식에 관한 내용이다.
세자르 영화 협회 주체 단체(Académie des Arts et Techniques du Cinéma)가 주최한 제5회 세자르상 시상식은 1979년 최고의 프랑스 영화에 경의를 표하며 1980년 2월 2일 파리의 살 플레옐(Salle Pleyel)에서 열렸다. 행사는 장 마라시스(Jean Marais)가 주재하고 피에르 체르니아(Pierre Tchernia)와 피터 유스티노프(Peter Ustinov)가 주최했다. 영화 테스가 최우수 영화상을 수상했다.

## 수상 및 후보

### 작품상
- 테스 - 로만 폴란스키 수상

## 같이 보기
- 제52회 아카데미상
- 제33회 영국 아카데미 영화상